# Fondation humanitaire de Gaza
La Fondation humanitaire de Gaza — en anglais : Gaza Humanitarian Foundation (GHF) — est une organisation privée créée en février 2025 avec le soutien de l'administration Trump et le gouvernement Netanyahou.
Le gouvernement israélien lui a donné au printemps 2025 le monopole de la distribution de l'aide humanitaire acheminée pour répondre à la crise humanitaire qui sévit dans la bande de Gaza, aggravée par la décision d'Israël de stopper totalement l'acheminement de l'aide humanitaire internationale, le 2 mars 2025.
La GHF, qui est établie administrativement en Suisse et aux États-Unis, est critiquée par l'ONU pour avoir "politisé et militarisé" la distribution de l'aide. Ses distributions d'aides conduisent presque quotidiennement à des massacres de civils par l'armée israélienne. 859 personnes ont été tuées à proximité des sites du GHF entre le 27 mai et le 31 juillet. 514 personnes ont été tuées ailleurs à proximité des convois d'aide de l'ONU et d'autres organisations. Le Haut-Commissariat de l’ONU aux droits de l’Homme a qualifié de « crime de guerre » l’utilisation de la nourriture comme une arme à Gaza, exhortant l’armée israélienne à « cesser de tirer sur les personnes qui tentent de s’en procurer ». Quelques 170 organisations humanitaires, parmi lesquelles Médecins sans frontières, ont demandé le démantèlement de la GHF le 1er juillet en raison des massacres dont elle serait complice.

## Contexte
Depuis le déclenchement de la guerre à Gaza en octobre 2023, le gouvernement israélien et Tsahal contrôlent et empêchent l'entrée de l'aide humanitaire dans la bande de Gaza. L'acheminement de l'aide a été interrompu à plusieurs reprises au fil des ans, soit par des blocus par Israël, soit par des actions civiles d'Israéliens (en). À partir du 2 mars 2025, aucune aide humanitaire n'est autorisée à entrer dans la bande de Gaza, et la classification intégrée de la phase de sécurité alimentaire (IPC) soulève des inquiétudes quant à la famine dans la bande de Gaza,.
Le 19 mai, Benyamin Netanyahu déclare autoriser une reprise limitée de l'aide humanitaire « pour des raisons diplomatiques », précisant que des « amis » d'Israël lui avaient dit qu'ils ne pourraient plus soutenir la poursuite de la guerre si des « images de famine de masse » étaient diffusées. Certains membres du gouvernement israélien se sont publiquement opposés à l'entrée d'aide humanitaire. Une cinquantaine de camions sont autorisés à entrer quotidiennement dans la bande de Gaza, contre près de 600 pendant le cessez-le-feu entre le 19 janvier et le 18 mars, période pendant laquelle l'aide humanitaire pouvait être acheminée sans entrave. Israël interdit à l'ONU de distribuer cette aide humanitaire dans ses 400 centres au motif qu’elle serait détournée par le Hamas.

## Organisation et financement
Enregistrée à Genève, la GHF n'a pas de domiciliation physique en Suisse et ne fournit en outre aucune trace claire de son financement. Elle n’a pas d’organe de révision financière et n'a publié ni budget, ni liste de donateurs, ni rapport financier, ce qui constitue un manquement aux normes de transparence exigées en Suisse pour les fondations. Plusieurs articles de presse affirment que le gouvernement américain a financé la GHF à hauteur de 500 millions de dollars lors de sa fondation. Fin juin 2025, l'Agence des États-Unis pour le développement international (USAID) annonce une subvention de 30 millions de dollars à la GHF.
La GHF serait notamment contrôlée par deux sociétés militaires privées, UG Solutions et Safe Reach Solutions, toutes deux liées à Two Ocean Trust LLC, une holding américaine de gestion de patrimoine. Safe Reach Solutions est dirigée par Philip Reilly, un ancien responsable des opérations clandestines de la CIA, notamment spécialisé dans le soutien à des organisations paramilitaires en Amérique latine. UG Solutions est aux mains de Jameson Govoni, ex-membre des forces spéciales américaines. Les deux sociétés recrutent d’anciens membres du renseignement américain et des forces spéciales. Elles indiquent rechercher des profils « formés à la guerre non conventionnelle », spécialisés dans l’analyse de la vidéosurveillance ou encore dans « l’usage de mitrailleuses ».
Le directeur par intérim des opérations de la GHF à Gaza, John Acree, serait un collaborateur habituel des sociétés militaires privées qui gravitent, souvent sous couverture humanitaire, dans l’orbite des opérations militaires américaines et de la CIA. Pour sécuriser les sites de la GHF, Israël s’appuierait également sur un gang palestinien dirigé par Yasser Abu Shabab, un trafiquant de drogue suspecté d’être proche du groupe État islamique. Ce gang, équipé par Israël, s’attaquait auparavant aux convois humanitaires de l’ONU.

## Démission du fondateur et directeur exécutif
Le directeur exécutif de l'organisation est Jake Wood (en), ancien sniper des US Marines. Le 25 mai 2025, celui-ci annonce sa démission, arguant que le projet est incompatible avec les principes humanitaires de neutralité, d'indépendance, d'impartialité et d'humanité. Il est remplacé par Johnnie Moore, un évangélique conservateur et conseiller de Donald Trump,, réputé pour être un « fervent défenseur » du gouvernement de Benjamin Netanyahou et de la guerre à Gaza.

## Activités
La GHF opère quatre « sites de distribution sécurisée » (SDS) dans la bande de Gaza : trois dans le sud de l’enclave, à proximité de la ville de Rafah, qui a été complètement rasée par l'armée israélienne, et un plus au nord, entre les villes de Gaza et de Nuseirat. Tous les quatre sont localisés à proximité de bases avancées israéliennes, ou jouxtent les corridors tracés par Tsahal à l’intérieur de l’enclave. Ce positionnement des soldats à immédiate proximité des centres apparaît en contradiction avec le mémo de présentation de la GHF, qui indiquait que « les forces armées israéliennes ne seront pas stationnées sur, ou près des emplacements des SDS, maintenant le caractère neutre et civil des opérations. » 
La répartition des sites de distribution est largement décorrélée de celle de la population gazaouie. Le million d’habitants de la ville de Gaza, au nord, doivent marcher 10 kilomètres et franchir le corridor de Netzarim pour rejoindre le seul centre de distribution du nord. Les habitants de Jabalia doivent parcourir 13 kilomètres. Auparavant, lorsque la distribution d'aide était organisée par l'ONU et des associations humanitaires, plusieurs centaines de centres étaient répartis dans l'enclave.
Le 27 mai, une première distribution d'aide a lieu dans des conditions décrites comme chaotiques. Le lieu choisi, fermé par de hautes barrières et entouré de terres agricoles ravagées et de ruines, est vite submergé par la foule victime de famine. L'aide est en partie pillée. Le dispositif s'est avéré « aussi inefficace que déshumanisant », selon le correspondant à Jérusalem du quotidien français le Monde.
Les stations de distribution de la fondation n'ouvrent que quelques jours par semaine. L'aide est constituée de rations préemballées, des kits d'hygiène et des fournitures médicales. Leur proposition indique que chaque repas est budgétisé à environ 1,30 $, ce qui inclut les coûts d'approvisionnement et de distribution.
La fondation fait appel à des sociétés militaires privées américaines pour surveiller les « centres d'aide » mis en place dans toute la bande de Gaza sans l'aide des forces armées israéliennes. L'ambassadeur américain en Israël, Mike Huckabee, a indiqué aux journalistes que des troupes de Tsahal seraient stationnées « à distance » des centres pour une protection supplémentaire.
Les distributions sont décrites comme « chaotiques ». Les Palestiniens doivent se déplacer sur plusieurs kilomètres pour atteindre l'un des quatre centres de la GHF. Une fois sur place, la foule est accueillie par des cris en anglais, et les cartons sont jetés à terre. Les quantités d'aides humanitaires étant insuffisantes pour répondre aux besoin de la population, beaucoup de personnes ne reçoivent rien et d'autres sont attaquées en rentrant chez elles.
Le 24 juin, comme tous les jours (voir plus bas), des chars et drones israéliens tirent sur ceux qui attendent de l'aide, tuant 50 personnes, ce qui provoque des réactions internationales. Le porte-parole de l'ONU, Thameen al-Kheetan, déclare : « Les habitants désespérés et affamés de Gaza continuent d'être confrontés au choix inhumain de mourir de faim ou de risquer d'être tués en essayant d'obtenir de la nourriture. L’utilisation de la nourriture destinée aux civils comme une arme, en plus de restreindre ou d’empêcher leur accès aux services essentiels à la vie, constitue un crime de guerre et, dans certaines circonstances, peut constituer des éléments d’autres crimes au regard du droit international. »,.
Suite à cela, le 25 juin, un couloir humain a été établi pour protéger l'arrivée 45 premiers camions au nord de Gaza. Ceux-ci ont pu arriver dans les entrepôts de la World Food Program (WFP) et d'autres organisations humanitaires qui ont pu faire leurs premières distributions. Ce qui a provoqué des déclarations de Netanyahou voulant empêcher "le Hamas de capturer l'aide alimentaire". Le Haut Conseil des affaires tribales de la bande de Gaza a dénié que ce soit le Hamas qui ai capturé l'aide, affirmé que c'était des affirmations mensongères, qu'eux mêmes avaient participé à l'escorte des convois et que le but d’Israël était d'établir des pièges mortels pour les palestiniens affamés.
Au 4 juillet, la GHF affirme avoir livré 55 millions de repas.

### Massacres
Au 4 juillet, plus de 600 personnes ont été tuées et plus de 4 000 blessées lors des distributions d'aides par des tirs de fusils, des obus de tanks ou d'artilleries tirés sur la foule, depuis le premier jour des distributions le 27 mai, selon l'ONU. La GHF affirme de son coté qu'il n'y a eu aucun mort à proximité de ses sites.
L'armée israélienne tire quotidiennement sur la foule attendant la distribution d'aide. Une enquête de Haaretz publiée en juin 2025 cite plusieurs soldats et officiers israéliens, sous le couvert de l'anonymat, affirmant avoir reçu de leurs commandants des ordres de tirer sur des foules agglutinées près de centres de distribution d'aide dans la bande de Gaza pour les disperser, même lorsqu'elles ne représentaient aucune menace,. L'un d'eux témoigne : « [Les Palestiniens] sont traités comme une force hostile […]. On leur tire dessus avec tout ce que l’on peut imaginer : des mitrailleuses lourdes, des lance-grenades, des mortiers…» Un officier supérieur affirme que les massacres de civils sont « le fruit de l’idéologie partagée par les commandants sur le terrain ». Une enquête de l'Associated Press révèle que des employés de GHF utilisent eux mêmes des grenades de dispersion voire des balles réelles sur la foule.
Au total, 49 Palestiniens ont été tués et plus de 300 blessés en marge des distributions entre le 27 mai et le 1er juin. Le 2 juin, trois personnes sont tuées et trente-cinq autres blessées par des tirs israéliens à proximité du centre de la GHF à Rafah.
Le 3 juin, l'armée israélienne ouvre le feu à l'aide de chars et de drones sur des milliers de civils qui s'étaient rassemblés dans la région d'Al-Mawassi pour recevoir une distribution d'aide de la GHF, tuant au moins 27 personnes et en blessant une centaine,.
Le 12 juin, seize personnes sont tuées et environ 200 blessées par des bombes larguées par des drones israéliens sur des rassemblements de civils près d’un point de distribution d’aide humanitaire de la GHF.
Le 14 juin, des attaques de drones sur plusieurs rassemblements de personnes qui attendaient de l'aide humanitaire ont fait 22 morts et des centaines de blessés.
Le 15 juin, douze personnes qui attendaient de recevoir de l'aide humanitaire sont tuées par l'armée israélienne.
Le 16 juin, au moins 20 personnes sont tuées et 200 blessées par l'armée israélienne après d’un point de distribution d’aide à Rafah.
Le 18 juin, onze personnes sont tuées et une centaine blessées lorsque Tsahal a tiré sur des milliers de personnes attendant à Nousseirat l'ouverture de centres de distribution d'aide.
Le 19 juin, quinze personnes sont tuées et 60 blessées par Tsahal alors qu'elles attendaient de l'aide dans le corridor de Netzarim. Six autres sont tuées dans un autre massacre alors qu'elles attendaient près d'un centre de distribution près de Khan Younès.
Le 24 juin, 21 personnes sont tuées et 150 blessées par l'armée israélienne alors qu’elles attendaient de l’aide humanitaire près du corridor de Netzarim. Le même jour, l'armée israélienne tue 25 personnes et en blesse des dizaines d'autres à proximité d'un centre de la GHF à Rafah.
Le 26 juin, six personnes sont tuées par des tirs israéliens alors qu'elles attendaient une distribution.
Le 27 juin, dix personnes sont abattues par l'armée israélienne alors qu'elles attendaient de l'aide humanitaire.
Le 28 juin, trois personnes sont tuées dans la matinée par l'armée israélienne (deux à proximité du centre de la GHF situé au niveau du corridor de Netzarim, et une autre près de celui de Rafah).
Le 29 juin, au moins quatre Palestiniens sont tués par des tirs israéliens alors qu'ils se dirigeaient vers un centre de distribution de nourriture à Rafah.
Le 30 juin, au moins 22 personnes sont tuées près de points de distribution d'aide dans le centre et le sud de la bande de Gaza.
Le 2 juillet, au moins cinq personnes sont tuées par des tirs israéliens à proximité du centre de la GHF de Rafah.
Le 3 juillet, au moins 38 personnes sont tuées par l'armée israélienne alors qu’elles attendaient pour recevoir de l’aide humanitaire.
Le 4 juillet, au moins 11 personnes sont tuées par l'armée israélienne près de sites d’aide humanitaire.
Le 5 juillet, deux employés américains de la GHF, des « vétérans hautement décorés », sont blessés par une attaque à la grenade. Le GHF et Israël ont imputé l'attaque au Hamas,.
Le 7 juillet, trois personnes sont abattues et une quarantaine blessées par des soldats israéliens lors d’une distribution d’aide près de Rafah.
Le 9 juillet, les forces israéliennes ont abattu six Palestiniens et en ont blessé plusieurs autres alors que ces derniers attendaient de l'aide au nord de la ville de Rafah.
Le 13 juillet, 28 personnes sont tuées alors qu'elles étaient en train d'essayer d'obtenir de l'aide humanitaire près de centres de distribution d'aide tenus par la GHF.

## Critiques
La GHF est critiquée par les Nations unies et plusieurs ONG. Le porte-parole adjoint de l’ONU, Farhan Haq, a déclaré que « le plan semble conçu pour renforcer le contrôle sur les produits de première nécessité en tant que moyen de pression et il entraînera de nouveaux déplacements », ajoutant que « l'aide humanitaire ne devrait jamais être utilisée comme monnaie d'échange ». Une autre source onusienne affirme : « Il s'agit d'une idée israélienne et nous ne pensons pas qu'il s'agisse de la réponse appropriée à la situation désastreuse qui règne à Gaza ».
La GHF est soupçonnée d’être un instrument au service des objectifs militaires israéliens. En concentrant ses sites dans le sud de l’enclave, elle encouragerait ainsi les déplacements de population voulus par Tsahal, qui depuis le lancement de l’opération « Chariots de Gédéon », début mai 2025, entend vider le nord de la bande de Gaza de sa population.
Un haut fonctionnaire de l’ONU qualifie le plan de « dystopique », affirmant qu’il est « conçu pour maintenir les choses en mode humanitaire sans aucun cessez-le-feu, aucun rétablissement, aucune réhabilitation ou aucun service », et qu’il vise en réalité à « transformer Gaza en une colonie pénitentiaire ».
Israël a par ailleurs indiqué que la reconnaissance faciale serait utilisée pour contrôler les bénéficiaires de l'aide humanitaire à Gaza. L’UNICEF a rejeté cette approche, la qualifiant de « violation de tous les principes humanitaires » et dénonçant une forme de « surveillance des bénéficiaires à des fins de renseignement ». Depuis son lancement, la Fondation humanitaire de Gaza a été critiquée pour son recours à ces technologies biométriques. L’agence Associated Press rapporte que les bénéficiaires doivent se soumettre à un scan facial pour recevoir l’aide alimentaire. Le journal The Sun ajoute que ce dispositif suscite des craintes parmi les habitants, certains refusant de se rendre dans les centres de distribution par peur d’être surveillés.
Une enquête du New York Times révèle que le projet a été conçu par un groupe israélien de militaires, responsables politiques et chefs d'entreprise appelé Mikveh Yisrael Forum. Elle conclut que la motivation principale derrière cette stratégie humanitaire est d’ordre militaire, posant la question de l’instrumentalisation de l’aide comme outil stratégique de guerre.
Le 2 juin, au lendemain du massacre par l'armée israélienne de dizaines de personnes attendant de recevoir de l'aide, Médecins sans frontières, critique le système de distribution d’aide de la GHF comme « déshumanisant, dangereux et sévèrement inefficace ». Le 27 juin, alors que les massacres de civils sont devenus systématiques, l’ONG dénonce « un simulacre de distribution alimentaire qui produit des massacres à la chaîne ».
Le responsable de l’Agence des Nations unies pour les réfugiés palestiniens, Philippe Lazzarini, qualifie le 24 juin la GHF d'« abomination qui humilie et dégrade les personnes désespérées, un piège mortel, coûtant plus de vies qu’il n’en sauve ».
Quinze organisations internationales de défense des droits humains, dont la Fédération internationale pour les droits humains (FIDH), le Centre américain pour les droits constitutionnels ou encore la Commission internationale de juristes, dénoncent le 24 juin un système « déshumanisant et meurtrier » et estiment que la GHF pourrait être « complice de crimes relevant du droit international, notamment de crimes de guerre, de crimes contre l’humanité ou de génocide ».
Une enquête de Haaretz publiée en juin 2025 cite plusieurs soldats et officiers israéliens, sous le couvert de l'anonymat, affirmant avoir reçu de leurs commandants des ordres de tirer sur des foules agglutinées près de centres de distribution d'aide dans la bande de Gaza pour les disperser, même lorsqu'elles ne représentaient aucune menace,. L'un d'eux témoigne : « [Les Palestiniens] sont traités comme une force hostile […]. On leur tire dessus avec tout ce que l’on peut imaginer : des mitrailleuses lourdes, des lance-grenades, des mortiers…» Un officier supérieur affirme que les massacres de civils sont « le fruit de l’idéologie partagée par les commandants sur le terrain ».

## Actions juridiques
Les 20 et 21 mai 2025, l'ONG suisse TRIAL International, qui lutte contre l’impunité des crimes internationaux, dépose deux plaintes auprès de l’Autorité fédérale de surveillance des fondations (ASF) et du Département fédéral des Affaires étrangères (DFAE), craignant que le territoire suisse soit utilisé pour participer à des activités qui seraient contraires au droit international, et notamment aux Conventions de Genève.
Dans un communiqué publié le 23 mai, l'ONG déclare que « le recours prévu à des sociétés de sécurité privées entraîne une militarisation risquée de l’aide, qui ne se justifie pas dans un contexte où les Nations unies et les ONG humanitaires disposent de l’impartialité, des ressources et de l’expertise nécessaires pour distribuer cette aide sans délai à la population civile. »
Dans une interview donnée à la RTS le 23 mai 2025, le directeur de TRIAL International, Philip Grant, indique que cette fondation vise à militariser l'aide en recourant à des sociétés militaires privées, et participe à un plan visant à forcer les populations gazaouies à se déplacer « pour quémander de l'aide humanitaire ». Le risque est que « ces barbouzes, pseudo-acteurs humanitaires, commettent des crimes de guerre ou contre l’humanité, en étant au courant d’un plan de déplacement forcé de la population par Israël, ou y prêtent leur concours via des “hubs” humanitaires qui vont immanquablement attirer la population affamée vers le sud de la bande de Gaza ».